# L'Eucharistie
 (août 2024).
Si vous disposez d'ouvrages ou d'articles de référence ou si vous connaissez des sites web de qualité traitant du thème abordé ici, merci de compléter l'article en donnant les références utiles à sa vérifiabilité et en les liant à la section « Notes et références ».
Pour les articles homonymes, voir Eucharistie.
Ne doit pas être confondu avec Jésus Christ instituant l'Eucharistie.
L'Eucharistie est un tableau réalisé par le peintre français Nicolas Poussin vers 1637-1640 à Rome, en Italie. Partie de sa première série Les Sept Sacrements, cette huile sur toile est une peinture chrétienne qui représente la Cène au moment de l'institution de l'Eucharistie, avec Jésus-Christ au centre de la composition picturale. Depuis une dation en 2023, l'œuvre est conservée à la National Gallery, à Londres, au Royaume-Uni.